# Utagawa Toyokuni II
Pour les articles homonymes, voir Utagawa.
Utagawa Toyokuni II (歌川豊国) (1777-1835), aussi connu sous le nom Toyoshige, est un dessinateur japonais d'estampes sur bois de style ukiyo-e, actif à Edo.

## Biographie
Il est l'élève, le gendre et le fils adopté de Toyokuni. Il utilise le nom « Toyoshige (豊重) » jusqu'en 1826, l'année suivant la mort de son maître, quand il commence à signer ses œuvres « Toyokuni (豊国) » .  Kunisada, autre élève de Toyokuni, ne reconnaît pas la prétention de Toyoshige et se proclame lui-même « Toyokuni » et chef de l'école. Toyoshige reprend alors son ancienne signature « Toyoshige ».
Toyokuni, Toyokuni II (Toyoshige) et Toyokuni III (Kunisada) ont chacun utilisé la signature « Toyokuni (豊国) ». Celle de Toyokuni II est la plus facile à distinguer par l'usage qu'il fait du kanji toyo (豊) en forme de calice (voir l'illustration). 
Parmi les élèves de Toyoshige se trouvent Utagawa Kunimatsu, Utagawa Kunishige II, Utagawa Kuniteru III et Utagawa Kunitsuru I.

## Galerie

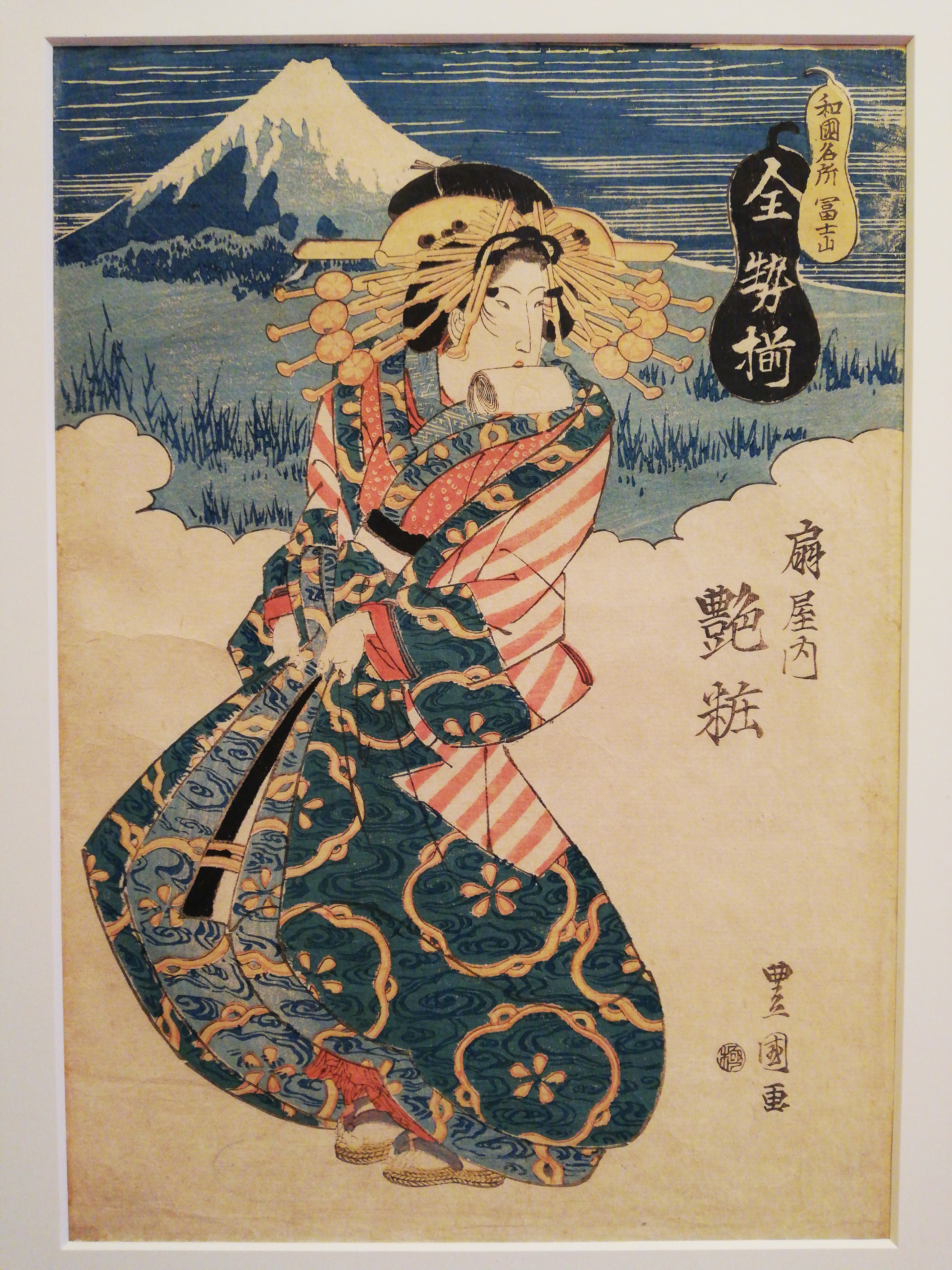
La Courtisane Taoyagi de la maison Ôgiya. Estampe de la série Liste des lieux célèbres du Japon -- Le mont Fuji. Attribué à Utagawa Toyokuni II (v.1802-1835). Entre 1828-1830. Xylogravure polychrome sur papier, 38 × 26 cm. Format ôban. Musée Muséum départemental des Hautes-Alpes, France.
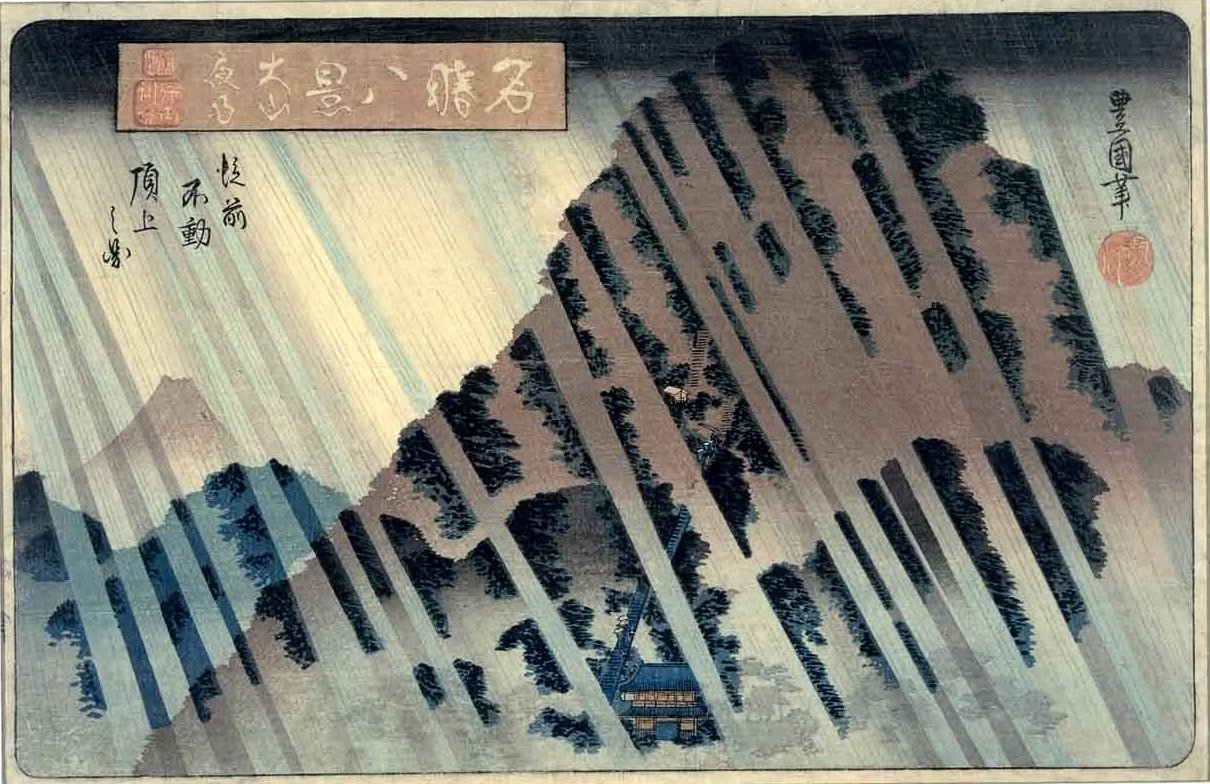
Huit vues célèbres (Meisho Hakkei), Pluie nocturne à Oyama (mont Maya), estampe sur bois de Toyokuni II.
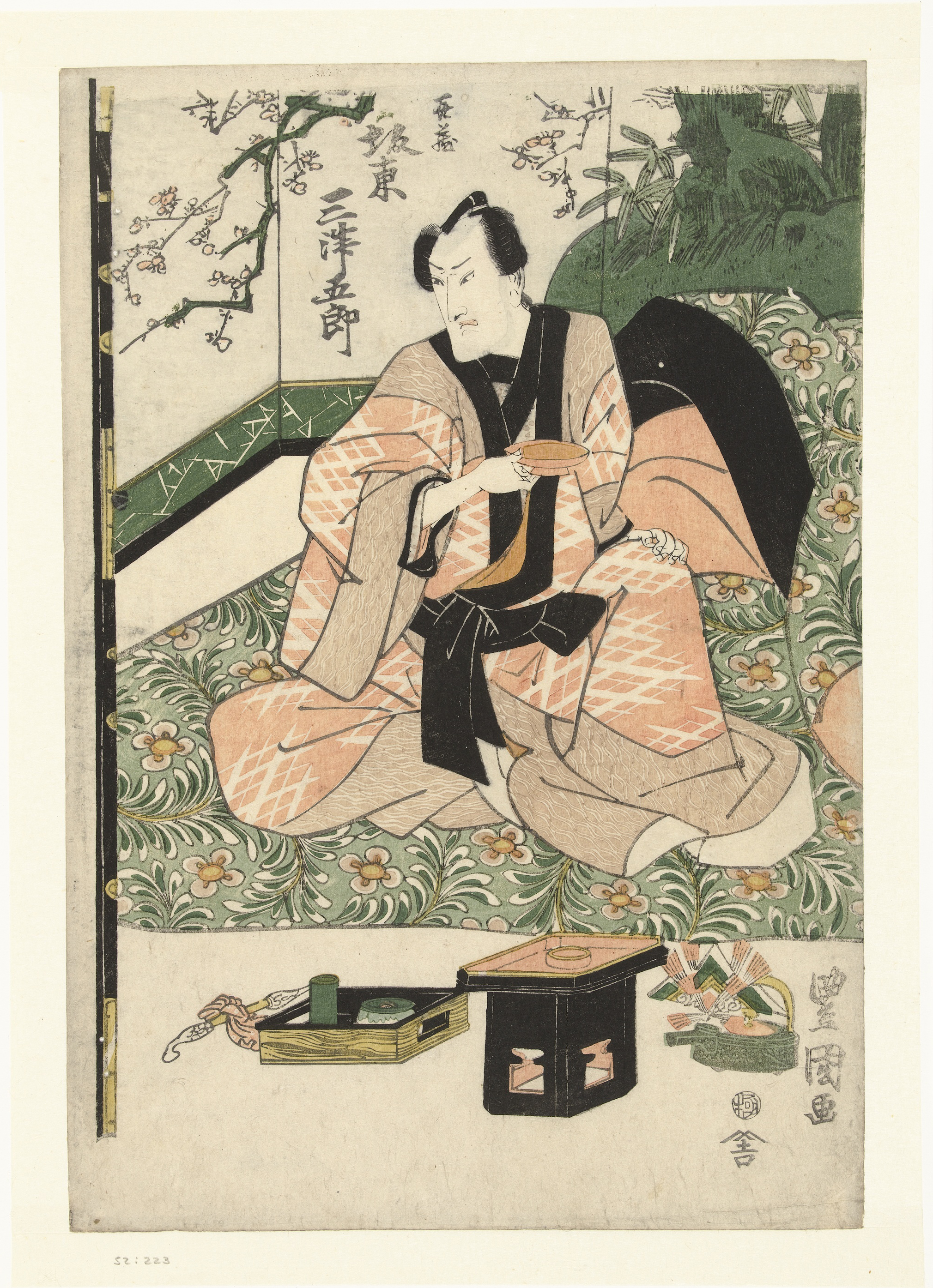
Acteur Bando Mitsugoro III dans le rôle de Kizo. Rijksmuseum RP-P-1952-223
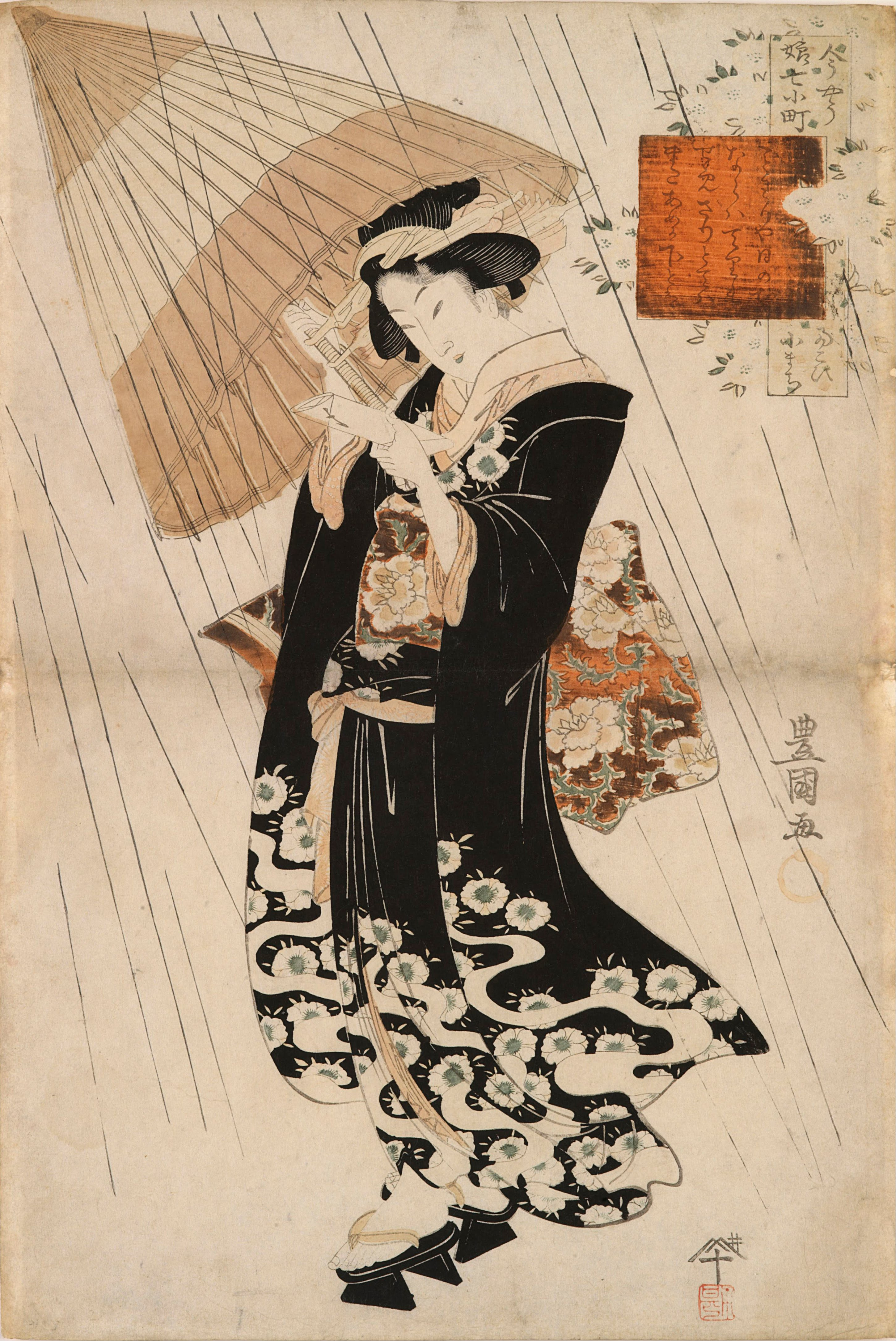
La poêtesse Ono-no Komachi sous la pluie - Google Art Project
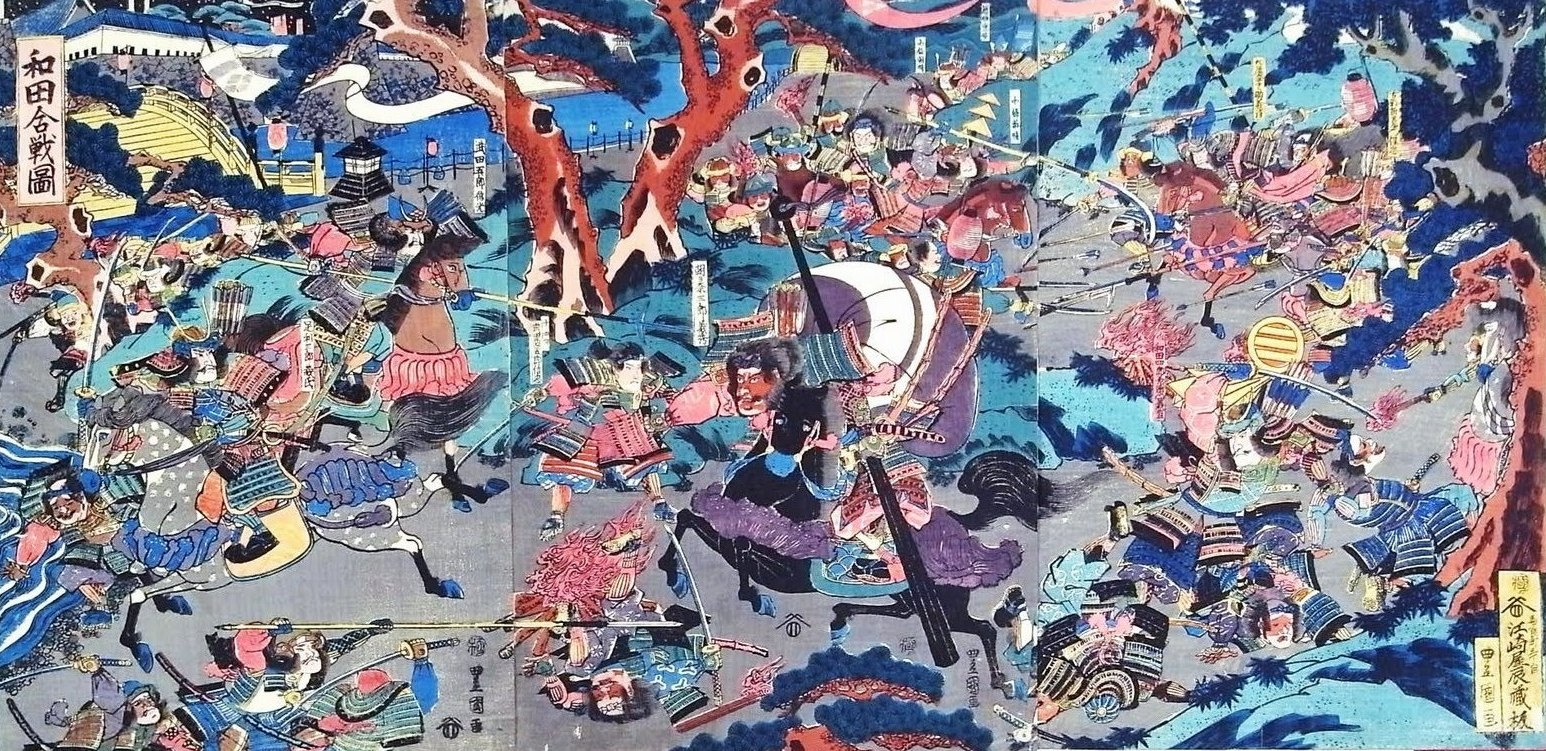
La bataille de Wada